# ナイトビジター
『ナイトビジター』（Papegojan）は、1971年に公開されたスウェーデンのサイコロジカル・スリラー映画。監督はラズロ・ベネディク。出演はマックス・フォン・シドー、リヴ・ウルマン、トレヴァー・ハワード、ペール・オスカルソン。映画はイギリスで撮影された。

## キャスト
| 役名           | 俳優                     | 日本語吹替                     |
| 役名           | 俳優                     | 東京12ch版                     |
| -------------- | ------------------------ | ------------------------------ |
| セイラム       | マックス・フォン・シドー | 外山高士                       |
| 警部           | トレヴァー・ハワード     | 山内雅人                       |
| エスター       | リヴ・ウルマン           | 岩本多代                       |
| アントン       | ペール・オスカルソン     | 青野武                         |
| 不明 その他    | N/A                      | 大久保正信 村松康雄            |
| 日本語スタッフ |                          |                                |
| 演出           |                          |                                |
| 翻訳           |                          |                                |
| 効果           |                          |                                |
| 調整           |                          |                                |
| 制作           |                          |                                |
| 解説           | 解説                     | 深沢哲也                       |
| 初回放送       | 初回放送                 | 1980年3月27日 『木曜洋画劇場』 |